# Doraemon - Il film: Nobita e il nuovo dinosauro
Doraemon - Il film: Nobita e il nuovo dinosauro (ドラえもん のび太の新恐竜? lett. "Doraemon: Il nuovo dinosauro di Nobita") è il 40° film d'animazione tratto dalla serie Doraemon di Fujiko F. Fujio. La pellicola intende celebrare i cinquant'anni dalla creazione di Doraemon.

## Trama
Nobita trova casualmente un uovo di due piccoli dinosauri gemelli, Kyu e Myu; in breve tempo i due dinosauri crescono, e Nobita si accorge che Kyu – un dinosauro verde affettuoso ma incredibilmente goffo – è simile a lui sotto molti aspetti. Pur essendosi affezionato ai cuccioli, affinché possano vivere una vita felice il ragazzo decide di riportarli nella loro epoca il utilizzando la macchina del tempo, salvo poi scoprire che di lì a poco sarebbe avvenuta una gigantesca estinzione di massa; insieme all'aiuto di Doraemon e dei suoi amici, cercherà in ogni modo di proteggere Kyu, Myu, e molte altre specie animali, ma allo stesso tempo con la consapevolezza che le proprie azioni potrebbero modificare il destino dell'umanità in maniera irreversibile.

## Distribuzione
La pellicola è stata annunciata il 4 luglio 2019, mediante la distribuzione di un teaser trailer; la pellicola è stata distribuita a partire dal 7 agosto 2020.
In Italia la pellicola è stata trasmessa in prima TV assoluta nel corso della prima serata del 12 settembre 2021 sul canale a pagamento Boomerang, con la particolarità di non essere stata pubblicizzata in alcun modo, neanche nei giorni immediatamente precedenti alla messa in onda; il giorno prima era stato trasmesso – sempre sul medesimo canale e in prima TV assoluta – Doraemon - Il film 2.

### Edizione italiana
Il doppiaggio italiano della pellicola è stato effettuato presso la Molok Studios di Milano. La direzione del doppiaggio è a cura di Davide Garbolino, su dialoghi di Ariela La Stella.